# Domani domani (album)
Domani domani è un album raccolta di Laura Luca, pubblicato nel 1998.

## Tracce
1. D'oro e d'argento
2. Domani domani
3. Mare
4. Inutilmente tu
5. Elisir
6. Dolce savana
7. Guardami ancora una volta
8. Miedo de amar
9. Sex or Love?
10. Amour de nuit
11. Fango
12. Undici lune
13. Cenerentola
14. Lontano